# گورلشن (صائم بی‌لی)
گورلشن (به ترکی استانبولی: Gürleşen) یک منطقهٔ مسکونی در ترکیه است که در صائم‌بیلی واقع شده‌است.